# Rhynchosia discolor
Rhynchosia discolor är en ärtväxtart som beskrevs av Martin Martens och Henri Guillaume Galeotti. Rhynchosia discolor ingår i släktet Rhynchosia och familjen ärtväxter.

## Underarter
Arten delas in i följande underarter:
- R. d. discolor
- R. d. lanceolata